# Leucosyrinx clionella
Leucosyrinx clionella é uma espécie de gastrópode do gênero Leucosyrinx, pertencente a família Pseudomelatomidae.